# 李福祥 (1952年)
李福祥（1952年—2000年5月10日），男，中华人民共和国金融人物，曾任国家外汇管理局局长、党组书记、中国人民银行党委委员。